# Aedophron rhodites
Aedophron rhodites là một loài bướm đêm trong họ Noctuidae.